# Hawke's Bay
Hawke's Bay (maorski: Heretaunga) je jedna od 16 regija u Novom Zelandu.

## Povijest
Provincija Hawke's Bay je osnovana 1858. kao pokrajina Novog Zelanda, u veljači 1858. nakon sastanka u Napieru odvojena je od provincije Wellington, a ukinuta je 1876. zajedno sa svim ostalim pokrajinama Novog Zelanda.

## Zemljopis
Regija se nalazi u istočnom dijelu Sjevernog otoka. Površina joj iznosi 14.111 km². Susjedne regije su Gisborne i Bay of Plenty na sjeveru, Waikato na zapadu i Wellington na jugu. 

## Administrativna podjela
Središte i najveći grad regije je Napier. Regionalno vijeće presjeda u dva grada Napieru i Hastingsu.

## Stanovništvo
Prema popisu stanovništva iz 2011. godine u regiji živi 155.300 stanovnika, dok je prosječna gustoća naseljenosti 11 st./km². 57.800 stanovnika živi u okrugu Napier i 74.300 u okrugu Hastings. Glavna urbana područja su Napier i Hastings, a manja Wairoa, Taradale, Havelock North, Tikokino, Waipawa, Waipukurau i Takapau. Regija ima značajanu maorsku populacije 24% od ukupnog stanovništva 2006 godine. Glavno lokalno maorsko pleme je Ngāti Kahungunu.

## Vanjske poveznice
- Službena stranica regije